# Oktjabrskoje (Kaliningrad, Bagrationowsk, Puschkino)
Oktjabrskoje (deutsch Moritten) war ein Ort in Ostpreußen. Seine Ortsstelle gehört zum heutigen Munizipalkreis Rajon Bagrationowsk (Stadtkreis Preußisch Eylau) in der Oblast Kaliningrad (Gebiet Königsberg (Preußen)) der Russischen Föderation.

## Geographische Lage
Die Ortsstelle von Oktjabrskoje liegt an der Keugster im Südwesten der Oblast Kaliningrad, 16 Kilometer nordwestlich der ehemaligen Kreis- und heutigen Rajonshauptstadt Preußisch Eylau (russisch Prawdinsk).

## Geschichte

### Ortsgeschichte
Das seinerzeitige Marithen wurde vor 1400 gegründet und hieß von der Zeit vor 1785 bis 1946 Moritten. Der Ort bestand aus einem Gut sowie größeren und kleineren Höfen.
Am 7. Mai 1874 wurde Moritten Amtsdorf und damit namensgebend für einen Amtsbezirk im Kreis Preußisch Eylau im Regierungsbezirk Königsberg in der preußischen Provinz Ostpreußen. Kurze Zeit später – am 19. Dezember 1874 – wurde aus dem Gut Moritten in der Landgemeinde Moritten der Gutsbezirk Moritten gebildet, der dem Amtsbezirk Moritten zugegliedert wurde.
Im Jahre 1910 wurden in Moritten 187 Einwohner gezählt, von denen 67 dem Gutsbezirk und 120 der Landgemeinde zugerechnet wurden.
Am 30. September 1928 schlossen sich die Landgemeinden Dingort (vor 1905 Dingwalde, russisch Welikopolje) und Moritten sowie der Gutsbezirk Moritten und das Forsthaus Dinge des Forstbezirks Preußisch Eylau zur neuen Landgemeinde Moritten zusammen. Die Zahl der Einwohner dieser so formierten Gemeinde belief sich 1933 auf 225 und ebenso 1939 auf 225.
Als 1945 das gesamte nördliche Ostpreußen in Kriegsfolge an die Sowjetunion abgetreten wurde, erhielt Moritten 1946 die russische Namensform „Oktjabrskoje“. Im Jahre 1947 wurde der Ort Verwaltungssitze des Oktjabrski selski Sowet/okrug (Dorfsowjet Oktjabrskoje), der bis 1954 bestand. Bis zu jenem Jahr schwand die Einwohnerschaft des Ortes, der sich davon nicht erholte und offiziell aufgegeben wurde. Oktjabrskoje gilt als untergegangenes Dorf.
Seine kaum noch erkennbare Ortsstelle liegt heute im Gebiet des Munizipalkreises Rajon Bagrationowsk (Stadtkreis Preußisch Eylau) in der russischen Oblast Kaliningrad (Gebiet Königsberg (Preußen)).

### Amtsbezirk Moritten (1874–1945)
In den 1874 errichteten Amtsbezirk Moritten waren eingegliedert:
| Deutscher Name                                     | Polnischer Name                   | Anmerkungen                         |
| -------------------------------------------------- | --------------------------------- | ----------------------------------- |
| Barslack                                           | Woinowo                           | 1928 nach Döbnicken eingemeindet    |
| Dinge, vor 1905: Dingwalde (Forst Preußisch Eylau) |                                   | 1928 nach Moritten eingegliedert    |
| Dingort                                            | Welikopolje                       | 1928 nach Moritten eingegliedert    |
| Döbnicken ehem. Groß- und Klein Döbnicken          | Woinowo                           |                                     |
| Glauthienen                                        | Malinowka                         |                                     |
| Groß Krücken 1928 bis 1945: Krücken                | Kamenka                           |                                     |
| Groß Labehnen                                      | Sosnowka                          | 1928 nach Döbnicken eingemeindet    |
| Kirchenhufen Krücken                               | Kamenka                           | 1928 nach Krücken eingegliedert     |
| Kissitten                                          | Grigorjewo seit 1992: Pobereschje | 1928 nach Porschkeim eingegliedert  |
| Klein Krücken                                      | Kamenka                           | 1928 nach Krücken eingegliedert     |
| Moritten                                           | Oktjabrskoje                      |                                     |
| Porschkeim                                         | Sidorowo seit 1992: Pobereschje   |                                     |
| Schmerkstein                                       | Wolschskoje                       | 1928 nach Döbnicken eingemeindet    |
| Schnakeinen                                        | Pobereschje                       |                                     |
| Wilmsdorf                                          | Pugatschowo                       | 1928 nach Glauthienen eingegliedert |

Im Jahre 1945 bildeten nur noch die Dörfer Döbnicken, Glauthienen, Krücken, Moritten und Schnakeinen den Amtsbezirk Moritten.

### Dorfsowjet Oktjabrski (1947–1954)
Das 1946 in „Oktjabrskoje“ umbenannte Dorf Moritten wurde 1947 Verwaltungssitz des Oktjabrski selski Sowet/okrug (Dorfsowjet Oktsjabrskoje), der bis 1954 bestand:
| Russischer Name                   | Deutscher Name                      |
| --------------------------------- | ----------------------------------- |
| Pobereschje 1947–1992: Grigorjewo | Kissitten                           |
| Jenino                            | Kreuzburg (Ostpr.) (ehem. Südteil)  |
| Oktjabrskoje                      | Moritten                            |
| Pobereschje                       | Schnakeinen                         |
| Pobereschje 1947–1992 Sidorowo    | Porschkeim                          |
| Sadowoje                          | Kreuzburg (Ostpr.) (ehem. Nordteil) |
| Slawskoje                         | Kreuzburg (Ostpr.) (ehem. Zentrum)  |
| Welikopolje                       | Dingort                             |

Bei der Auflösung des Dorfsowjets Oktjabrskoje wurden alle Orte bis auf Welikopolje in den Puschkinso selski Sowet/okrug (Dorfsowjet Puschkino, deutsch Posmahlen) umgegliedert. Welikopolje kam zum Tschapajewski selski Sowet/okrug (Dorfsowjet Tschapajewo – deutsch Schlauthienen).

## Religion
Bis 1945 war Moritten in die evangelische Kirche Kreuzburg (russisch Slawskoje) in der Kirchenprovinz Ostpreußen  der Kirche der Altpreußischen Union, außerdem in die römisch-katholische Pfarrei Preußisch Eylau (Bagrationowsk) im damaligen Bistum Ermland eingegliedert.

## Verkehr
Die kaum noch erkennbare Ortsstelle von Moritten resp. Oktjabrskoje ist über einen Landweg von der Kommunalstraße 27K-116 bei Pobereschje (Schnakeinen) aus zu erreichen.